# Armeria undulata
Armeria undulata är en triftväxtart som först beskrevs av Jean-Baptiste Bory de Saint-Vincent, och fick sitt nu gällande namn av Pierre Edmond Boissier. Armeria undulata ingår i släktet triftar, och familjen triftväxter. Inga underarter finns listade i Catalogue of Life.